# Iteu Nou
Iteu Nou – wieś w Rumunii, w okręgu Bihor, w gminie Abram. W 2011 roku liczyła 124
mieszkańców.